# Буба у уху
„Буба у уху“ је југословенски филм из 1972. године. Режирао га је Љубиша Ристић, а сценарио је писао Жорж Фејдо.
Постоји и представа истог имена која се од 1971. игра у Југословенском драмском позоришту у Београду и 2011. је прославила четири деценије извођења. Ово је дипломска представа Љубише Ристића. Изведена је 1650. пут 22. фебруара 2016. године. Ова дуговечна представа није најдуговечнија, наиме најдуговечнија представа са истим глумцима из Гинисове књиге рекорда је „Стилске вежбе“ која се изводи од 1968. године у Загребу.
Истоимена представа са новом поставом глумаца почела је да се изводи 2015. године.

## Улоге
| Глумац                    | Улога                       |
| ------------------------- | --------------------------- |
| Никола Симић              | Виктор Шандебиз/Пош         |
| Милан Гутовић             | Камиј Шандебиз              |
| Војислав Брајовић         | Ромен Турнел                |
| Морис Леви                | Др. Финис                   |
| Марко Тодоровић           | Карлос Оменидес де Истангва |
| Власта Велисављевић       | Огистен Ферајон             |
| Слободан Ђурић            | Рагби                       |
| Бранислав Цига Миленковић | Батистен                    |
| Рада Ђуричин              | Рејмонд Шандебиз            |
| Бранка Петрић             | Лисјен Оменидес де Истангва |
| Зорица Шумадинац          | Антоанета                   |
| Весна Латингер            | Езени                       |
| Боро Стјепановић          | Етјен                       |